# Tirà crestat de capell fosc
El tirà crestat de capell fosc (Myiarchus tuberculifer) és un ocell de la família dels tirànids (Tyrannidae).

## Hàbitat i distribució
Habita el bosc obert, clars i ciutats de les terres baixes i muntanyes des del nord de Sonora, sud-est d'Arizona, sud-oest de Nou Mèxic, Chihuahua, Coahuila, Nuevo León i centre de Tamaulipas cap al sud a la llarga d'ambdues vessants, incloent les illes Marías, Península de Yucatán, i l'illa Cozumel, fins Panamà, i des de Colòmbia, Veneçuela, Trinitat i Guaiana, cap al sud, per l'oest dels Andes, fins al sud de l'Equador i, fins al nord de Bolívia i sud-oest, centre i est del Brasil. Pel vessant occidental dels Andes, des del sud de l'Equador, cap al sud, a través del Perú i Bolívia fins al nord-oest de l'Argentina.